# オットー・フォン・ロッソウ
オットー・ヘルマン・フォン・ロッソウ（独：Otto Hermann von Lossow、1868年1月15日 - 1938年11月25日）は、ドイツの軍人。

## 略歴

### ドイツ帝国軍時代
バイエルン王国ホーフ出身。父は地主のオスカー・フォン・ロッソウ(Oskar von Lossow)。母はその妻ヨハンナ(Johanna)。1886年に実科ギムナジウムを出て、バイエルン近衛歩兵連隊に入隊。まもなくミュンヘンのバイエルン戦争大学(Bayerische Kriegsakademie)に入学し、1888年に卒業すると少尉に任官した。1900年から1901年には東アジア遠征第2歩兵旅団の旅団長副官として義和団の乱に揺れる大清帝国に派遣され、義和団の鎮圧に参加した。1908年には少佐に昇進するとともにプロイセン参謀本部に配属された。バイエルン王国第8歩兵連隊「大公フリードリヒ2世、フォン・バーデン」に大隊司令官として配属された。1911年に中佐に昇進するとともにオスマン帝国に軍事指導官として派遣され、オスマン帝国軍参謀本部に所属した。バルカン戦争にはオスマン軍歩兵師団の師団長として参加。
1914年に第一次世界大戦がはじまると西部戦線のバイエルン第1予備軍団の参謀長となった。1915年7月にオスマン帝国コンスタンティノープルのドイツ大使館の駐在武官となる。1916年に少将に昇進。1918年には南部国土防衛軍参謀長(Generalstabschef beim Oberbefehlshaber des Heimatschutzes Süd)となった。

### バイエルン州の軍司令官
戦後、ドイツの敗戦と皇帝退位に失望して一時軍務を離れるも1919年にはヴァイマル共和国軍の工兵隊や歩兵学校の司令官に就任して復帰した。1922年12月にアルノルト・フォン・メール(de)に代わってミュンヘンに駐留する国軍第VII軍管区の第7師団師団長となる。さらに第VII軍管区司令官となる。
1923年9月にグスタフ・フォン・カール元バイエルン首相がバイエルン州の立法権と行政権を併せ持つバイエルン州総督に任命された。これによりバイエルン州議会とバイエルン州政府は力を喪失する一方、バイエルン駐留第VII軍管区司令官のロッソウ少将とバイエルン治安警察長官のハンス・フォン・ザイサー(de)大佐の発言権が拡大し、バイエルン州はカール、ロッソウ、ザイサーによる三頭政治体制に移行した。カール総督はバイエルン保守の典型であり、中央政府のグスタフ・シュトレーゼマン首相やヴェルサイユ条約に反対し、フランスのルール地方占領に反対した。また自由主義者、社会主義者、共産主義者を嫌った。バイエルンのヴィッテルスバッハ王家の復活も視野に入れていた。カールは、ベルリン進軍を狙うナチ党をはじめとするバイエルン右翼・保守勢力と緊密に連絡を取り、ベルリン中央政府への敵対を強めた。ロッソウ少将はヴァイマル共和国軍をバイエルン側に取り込もうとハンス・フォン・ゼークトとの仲介役になっていたといわれる。恐らくそれを危険視されて10月20日には中央政府の国防相オットー・ゲスラーがロッソウ少将を第VII軍管区司令官から解任すると発表した。これに対してカールは第VII軍管区をバイエルン国軍に改組すると宣言しロッソウ少将をバイエルン国軍司令官に任命した。そしてまもなくカール政府はベルリン進軍を決意し、ナチ党の突撃隊が所属する闘争同盟などに対してその準備を開始させたが、ゼークトから早まらないよう説得があったこともあり、カールはベルリン進軍について日和見になっていった。イライラしたナチ党党首アドルフ・ヒトラーはカールを除いてロッソウ少将とザイサー大佐と組んでベルリン進軍を起こそうとしたが、ロッソウもザイサーもカールを除く事には消極的だった。

### ミュンヘン一揆
ヒトラー率いるナチ党は11月8日夜にカール、ロッソウ、ザイサーが演説中だった「ビュルガーブロイケラー」を占拠して強引にベルリン進軍を迫った（ミュンヘン一揆）。ヒトラーの説得にたいしてカールやザイサーはヒトラーに抗議したが、ロッソウは口をつぐんでいた。その後、エーリヒ・ルーデンドルフ大将が到着し、ルーデンドルフから説得を受けると軍人のロッソウ少将が真っ先に大将からの命令としてこれを受け入れ、一揆への協力を表明した。ついで警察のザイサー大佐も支持し、最後には文官のカールも支持を表明した。
しかしロッソウ少将はヒトラーがビュルガーブロイケラーを外した隙を見計らってルーデンドルフに一揆に協力するためには軍司令部に戻り、命令を下さねばならないと主張してビュルガーブロイケラーを出る許可を求めた。ルーデンドルフはこれを許可してしまった。ついでルーデンドルフはカール総督とザイサー大佐にも外へ出る許可を与えた。
そして11月9日午前2時55分にロッソウ少将は次の電報を発した。
だがそれでもルーデンドルフは軍も警察も先の戦争の英雄である自分に銃を撃ってくることはあるまいと確信していた。ヒトラーも同意し、11月9日昼にヒトラーとルーデンドルフ将軍は突撃隊員を率いてミュンヘン中心部へ行進を開始した。しかしバイエルン州警官隊が発砲。突撃隊員たちは総崩れとなり、一揆は失敗に終わった。

### 一揆後
ヒトラーやルーデンドルフ将軍は反逆罪容疑で裁判にかけられた。カール、ロッソウ、ザイサーは証人として召集された。ロッソウはヒトラーに罪をなすりつけようと焦るあまり矛盾めいた証言をたくさん行ったため、ヒトラーにとって逆に有利な証人となった。
1924年に退役を余儀なくされ、トルコへ移住したが、その後ドイツへ帰国し、1938年にはミュンヘンで死去した。